# سیمور (حوزه سرشماری)، ویسکانسین
سیمور (به انگلیسی: Seymour) یک منطقهٔ مسکونی در ایالات متحده آمریکا است که در Eau Claire County واقع شده‌است. سیمور ۱٬۴۱۸ نفر جمعیت دارد.